# Daihiniodes hastifera
Daihiniodes hastifera är en insektsart som först beskrevs av Rehn, J.A.G. 1902.  Daihiniodes hastifera ingår i släktet Daihiniodes och familjen grottvårtbitare. Inga underarter finns listade i Catalogue of Life.